# Стрєльцов Микола Костянтинович
Мико́ла Костянти́нович Стрєльцо́в (*1890 — † 3 листопада 1937) — старшина Армії УНР.

## Життєпис
Народився та жив у м. Харків, українець, із сім'ї службовців. Ад'ютант батальйону Армії УНР, офіцер УГА. Потрапив до російського полону, служив у РСЧА (1920—1921). Позапартійний.
З 1923 року на окремому обліку в ДПУ. Газетяр, письменник, працював у журналі «Східний світ». Член Всеукраїнської наукової асоціації сходознавців. Член Харківської організації письменників з 1931 р., проживав: вул. Кооперативна, буд. 2, кім. 12. 
Заарештований: 8 березня 1934 р. Засуджений Судовою трійкою при Колегії ДПУ УСРР 29 травня 1934 р. за ст. 54-6-11 КК УСРР на 5 років ВТТ. Відбував покарання у Соловках, працював діловодом у санчастині й у музеї. Особливою трійкою УНКВД СРСР по Ленінградській області 9 жовтня 1937 р. засуджений до найвищої кари. Розстріляний: 3 листопада 1937 р. в Карелії (Сандармох).
Реабілітований прокуратурою Харківської області (26.06.1989) і прокуратурою Архангельської області (17.07.1989).